# Национальный стадион (Вильнюс)
Национальный стадион (лит. Nacionalinis stadionas) — строящийся стадион в Вильнюсе, призванный прийти на замену устаревшему, а впоследствии снесённому, стадиону «Жальгирис», выполнявшему эти функции с середины 1950-х до середины 1990-х годов.

## История

### Начало строительства
Строительство стадиона в столичном микрорайоне Шешкине началось ещё в советские времена (проект Альгимантаса Насвитиса, Робертаса Стасенаса и Ричардаса Криштопавичюса — победитель конкурса 1984 года, проект утверждён Советом Министров Литовской ССР 13 февраля 1987 года. До 1991 года залили фундамент под трибуны и сделали часть каркаса, но затем из-за прекращения финансирования оно было прекращено — строительство заморожено, построенное законсервировано.

### Попытки достроить стадион
Лишь спустя почти через 20 лет, в 2006 году работы на объекте были возобновлены, а летом 2007 года, после того как правительство выделило на это 100 млн литов, строительство продолжилось (работы выполняло общество «Вейкме»). Но когда в конце 2008 года средства закончились, оно вновь остановились (по официальным данным — из-за кризиса, по неофициальным данным — большая часть этих 100 миллионов была расхищена вследствие коррупции).
Согласно общему проекту Национального стадиона должны были иметься, кроме самого стадиона, ещё три тренировочные площадки: одна с беговыми дорожками для легкоатлетических соревнований и две площадки, предназначенные только для футбола.
В середине ноября 2009 года Верховный суд Литвы признал недействительным договор между предприятиями «Вейкме» и заказчиком строительства, госпредприятием «Vilniaus kapitalinė statyba» («Капитальное строительство Вильнюса»). Строительство крупнейшего стадиона страны было заморожено.
Для продолжения и завершения строительства требуется около 250—260 млн (по другим подсчётам — 440 млн) литов. Сейчас идёт поиск инвесторов (ведутся переговоры с компаниями Германии, Италии, Англии, Китая), которые бы хотели подключиться к строительству стадиона, в дальнейшем, в течение 10-15 лет, получая выплаты из госбюджета.
Предполагалось завершить строительство к концу 2010 года, однако в марте 2010 строительство было заморожено (на всё 35 млн евро), и по состоянию на апрель 2011 года был готов только каркас стадиона. 
В январе 2011 года власти Вильнюса договорились о привлечении частных инвесторов для финансирования строительства стадиона, но уже в конце весны в Горсовете был поднят вопрос о полном прекращении этого строительства, уничтожении созданного задела и переносе строительства в другое место.
В августе 2012 года самоуправление Вильнюсе приняло решение вернуться к вопросу строительства Национального стадиона. Пока будет объявлен конкурс (процедура публичных закупок) на оборудование двух футбольных площадок с небольшими трибунами для зрителей, которые расположатся за бетонным каркасом Национального стадиона и «Акрополиса». Стоимость работ может достигать 5 млн литов, площадки намечено оборудовать на средства, которые самоуправление планировало использовать на проект строительства стадиона для Академии футбола в Новой Вильне, от которого принято решение на время отказаться.

Остов самого Национального стадиона городские власти пока трогать не собираются, поскольку продолжается поиск 10 млн литов, необходимых для консервации работ, возможность изыскать которые появится в бюджете города разве что на следующий год. Само строительство мэр города Артурас Зуокас намеревался возобновить не раньше 2014 года, когда Литва получит новую помощь от ЕС.
В ноябре 2012 стало известно, что самоуправление города объявило конкурс подрядчика на проектирование нового стадиона в Вильнюсе.
В середине мая 2013 было объявлено, что решено всё же достроить стадион (25 тыс. сидячих мест при футбольных матчах; 37 тыс. сидячих мест при проведении массовых мероприятий), в срок до 2016 года, на это потребуется 270 млн литов. Строительство может начаться в 2015 году.
В феврале 2014 вице-мэр Вильнюса Йонас Пинскус сказал, что строительство Национального стадиона — не утопия, в ближайшие два года он должен быть завершен; имеется приказ премьер-министра о том, что 1 июля 2016 г. Праздник песни должен пройти на Национальном стадионе. Для завершения требуется не менее 300 млн литов; из европейской программы на стадион пойдет около 240 млн литов, еще около 118 млн планируют выделить на инфраструктуру.
В сентябре 2016 года был объявлен тендер на концессию на строительство и управление Национальным стадионом. Намечено, что договор концессии должен быть подписан на 25 лет, планируемая стоимость строительства составит 88,5 млн евро . Комплекс будет принадлежать Вильнюсскому самоуправлению, содержание комплекса ляжет на плечи концессионеров и мэрии города (которая намерена выделять на это до 0,5 млн евро в год), остальное должен будет заработать оператор.

В начале 2017 г. в тендере участвовали три компании или их объединения, из которых две — из Литвы, одна из Турции. 
К середине года польская Budimex (бывшая в консорциуме с литовской KDS grupė) вышла из конкурса, муниципалитет намеревает продолжить проведение конкурса даже в том случае, если в нём будет участвовать только единственный оставшийся участник - концерн ICOR (точнее, одно из его предприятий, Axis Industries). В октябре срок подачи предварительных предложений на конкурс был продлён. 
После того, как компания Vilniaus nacionalinis stadionas (VNS) выбыла из конкурса во второй раз, ICOR остался единственным участником тендера.
Победителем конкурса оказалось предприятие Axis industries концерна ICOR с финансирующим проект фондом Baltcap.
Однако проект на 150 млн евро не продвигался из-за споров с правоохранительными органами и Службой госзакупок (СГС): в марте 2020 года СГГ обязала власти Вильнюса отозвать конкурс и не разрешила подписать концессионный договор, по просьбе Службы расследования финансовых преступлений (СРФП) и Генеральной прокуратуры  (правоохранительные ведомства хотели выяснить, является ли увеличение стоимости концессии после переговоров обоснованным и законным); 21 мая объявлено решение суда: суд отменил решение госслужбы, СГГ решение суда не стала обжаловать.
По итогам решения мэр Вильнюса Ремигиюс Шимашюс заявил, что если правительство, в лице Министерства образования, науки и спорта, не отказывается от своих обязательств — стадион можно будет построить через три года.
В августе 2021 г. основной партнер консорциума, выигравшего конкурс на право заключения концессионного договора — компания Axis industries концерна ICOR — выходит из проекта, её место занимает инвестиционный фонд BaltCap, у которого до этого в проекте была позиция финансового партнера (её компании Venetus Capital, которая до настоящего времени владела 1 % акций специальной компании проекта, будет передано 97 % акций Axis Industries, и она станет главным владельцем компании).

### Снос
В августе 2022 года остов стадиона начали сносить (в т.ч. взрывами) для расчистки места для нового комплекса.

## Новый стадион (с 2023 года)
В июле 2023 года началось возведение нового Национального стадиона. По проекту на территории площадью более 228 тыс. квадратных метров будет построен не только Национальный стадион, но и спортивный центр, комплекс футбольных полей, легкоатлетический стадион и разминочная площадка, а также дом культуры и детский сад. 
Национальный стадион будет иметь три надземных этажа и помещения в подвале, в которых разместятся спортивный музей, комнаты игроков и медиа-зона. На первом этаже разместятся обычные и VIP-зрительские зоны, а также торговая зона, где зрителей будут обслуживать различные заведения общественного питания. Продолжение зоны VIP-аудитории разместится на втором этаже здания, а вспомогательные и административные помещения – на третьем этаже. Общая площадь стадиона – 15,9 тыс. квадратных метров.
К августу 2023 года было установлено 14 пробных свай. 
13 декабря 2023 года строительство было временно приостановлено в связи с переговорами об индексации цен между компанией BaltCap, муниципалитетом Вильнюса и Министерством образования, науки и спорта.